# Повіт Йоса
Пові́т Йо́са (яп. 与謝郡, よさぐん, МФА: [josa guɴ]) — повіт в префектурі Кіото, Японія. Станом на 1 жовтня 2017 року його площа становила 169,04 км². Населення складало 23 039 осіб, а густота населення — 136 осіб/км². До складу повіту входять містечка Іне та Йосано.